# Gabriel I
Gabriel I (en grec Γαβριήλ Α') va ser patriarca de Constantinoble del mes de març fins a l'agost de l'any 1596. El seu mandat va durar sis mesos, perquè el mes d'agost va morir. Havia estat metropolità de Tessalònica i era un estret col·laborador del patriarca Jeremies Tranos. Va ocupar la seu quan va dimitir Mateu II de Constantinoble a causa de les dificultats que havia tingut en la seva elecció.